# Jeanne Ancelet-Hustache
Pour les articles homonymes, voir Ancelet et Hustache.
Jeanne Ancelet-Hustache, née le 23 décembre 1891 à Toul et morte le 13 juin 1983 à Villejuif, est une germaniste française, traductrice et spécialiste de la mystique rhénane.

## Biographie

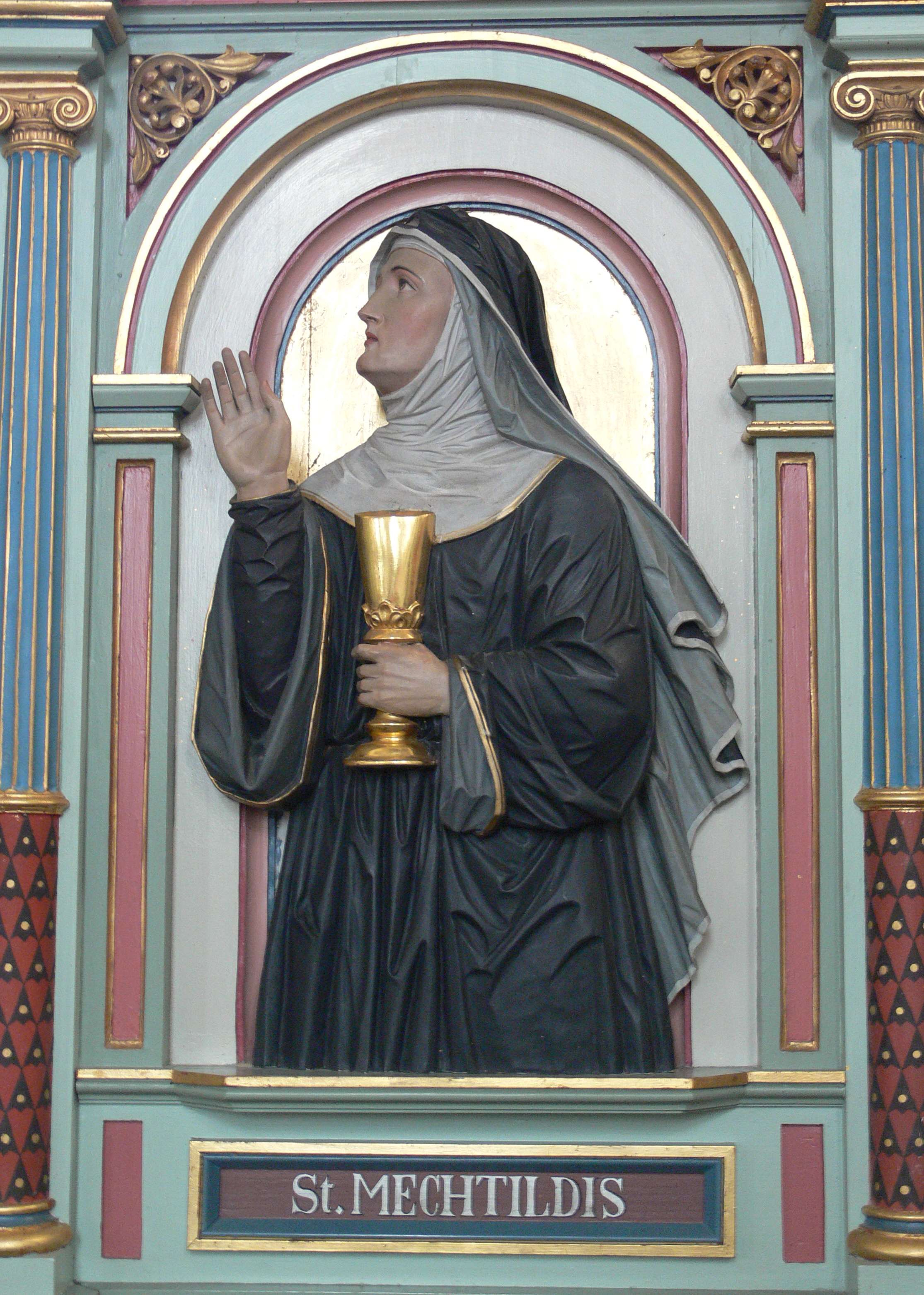
Mechthild von Magdeburg.

Jeanne Ancelet-Hustache naît le 23 décembre 1891. Son père travaille aux Finances et a été dreyfusard. Jeanne Ancelet-Hustache étudie les sources littéraires de la Tétralogie de Richard Wagner et devient professeure d'allemand.
Elle est professeure de latin et d'allemand au lycée Fénelon à Paris.

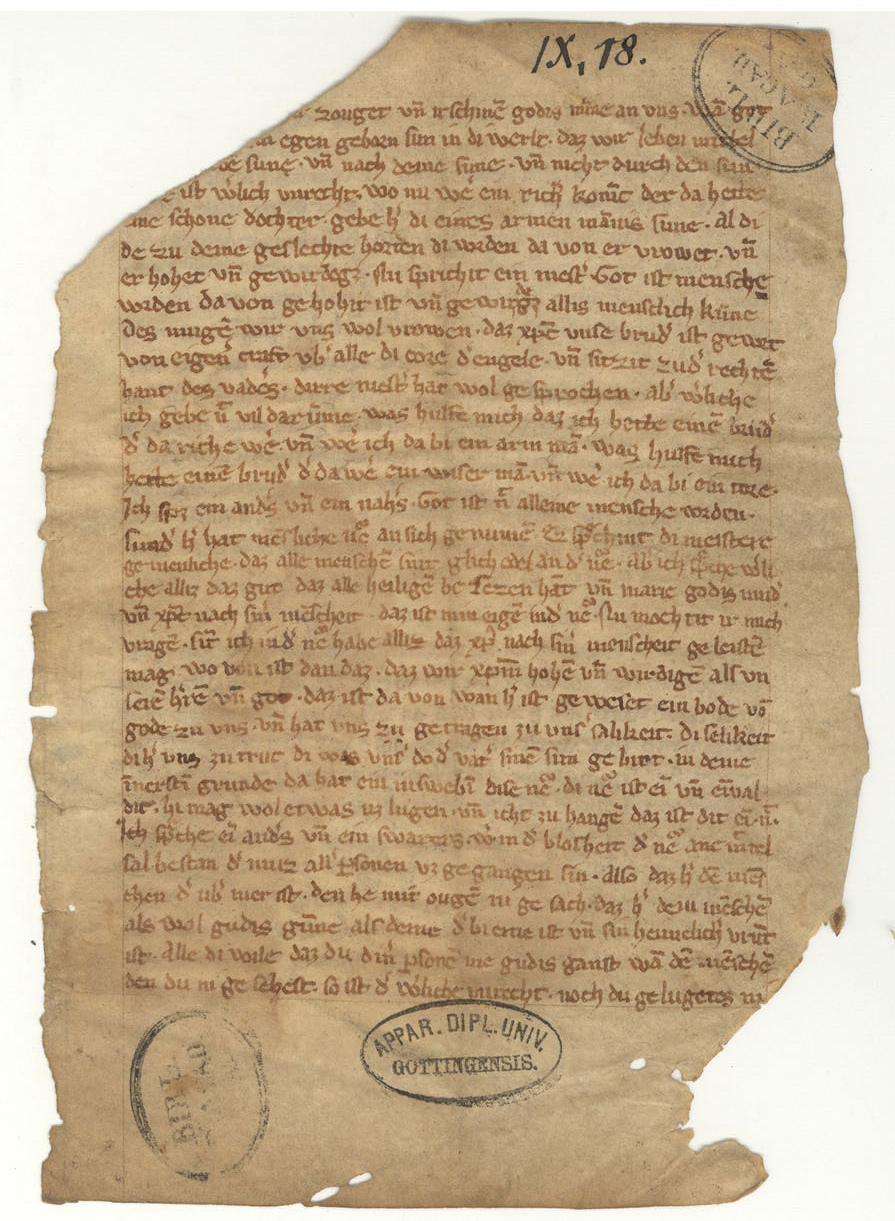
Fragment d'un manuscrit de Maître Eckhart.

Elle publie en 1927 un livre sur Mechtilde de Magdebourg (1207-1282), pour lequel elle reçoit le prix Juteau-Duvigneaux. Elle reçoit aussi en 1977 le prix Georges-Dupau de l'Académie française pour l'ensemble de son œuvre.
Elle traduit les traités et sermons de Maître Eckhart, philosophe et mystique médiéval. Elle publie des biographies de sainte Élisabeth de Hongrie (1947) et de Goethe (1955).
Elle publie en 1981 un ouvrage autobiographique intitulé Lycéenne en 1905,.
Elle meurt le 12 juin 1983.

## Œuvres
- Les Clarisses, Paris, Grasset, 1928.
- L'Immaculée Conception, Flammarion, 1933, 187 p.
- Saint François d'Assise, Desclee De Brouwer, 1933, 133 p.
- Les Sœurs des prisons, Paris, Grasset, 1934, 315 p.
- Lueurs sous la porte sombre, Paris, Bloud & Gay, 1937.
- Contes pour les fêtes carillonnées, illustrations de Jacques Le Chevallier, Paris, Bloud et Gay, 1938.
- Spiritualité pour les temps de misère, Paris, Bloud & Gay, 1941, coll. « La Vie intérieure pour notre temps ».
- Le bienheureux Henri Suso, , Paris, Aubier, 1943.
- Comment la gracieuse Belle-Aurore épousa le prince Clair-de-Lune (conte), Bloud & Gay, 1945, 80 p.
- Le Livre de Jacqueline, Paris, Plon, 1946.
- Sainte Élisabeth de Hongrie, Paris, Éditions franciscaines, 1947, 444 p.
- Goethe, Paris, Seuil, 1955, coll. « Écrivains de toujours », 191 p.,  (ISBN 9782020000277).
- Le Jeu de Ligny et de Notre-Dame des Vertus, 1959, 70 p.
- Jusqu'au jour éternel, Seuil, 1962.
- Préface au Faust de Goethe, traduit par Gérard de Nerval, Paris, Garnier Flammarion, 1964, 185 p.
- Car ils seront consolés, Paris, Seuil, 1968, coll. « Livre de vie », 192 p.,  (ISBN 9782020005425).
- Maître Eckhart et la mystique rhénane, Paris, Seuil, 2000 (1978), 171 p.
- Lycéenne en 1905, Paris, Aubier, 1981.

## Traductions
- Maître Eckhart, Sermons, traités, poèmes. Les écrits allemands, Paris, Seuil, 2015, 853 p.,  (ISBN 9782021123913) (avec Éric Mangin).
- Goethe, Les Années d'apprentissage de Wilhelm Meister, Paris, Aubier, 1992, coll. « Domaine allemand », 539 p.
- Romano Guardini, De la mélancolie, Paris, Points, 2016, 96 p.,  (ISBN 9782757857625).
- Romano Guardini, Prière et vérité : Méditations sur le « Notre Père » (Gebet und Wahrheit, Meditationen über das Vater unser), Paris, Cerf, 1966, 235 p.
- Romano Guardini, Prières théologiques, préface de Grégory Woimbée, Paris, Ad Solem, 2007, 63 p.,  (ISBN 9782970055976).

## Décorations
- Officier de l'ordre des Palmes académiques (1919[7], 1927[3])
- Chevalier de la Légion d'honneur (1950[8])